# CAGE FORCE 03
CAGE FORCE 03（ケージ・フォース・スリー）は、日本の総合格闘技団体「CAGE FORCE」の大会の一つ。2007年6月9日、東京都江東区有明のディファ有明で開催された。

## 大会概要
CAGE FORCEライト級王座決定トーナメント準々決勝4試合が行なわれ、鹿又智成、アルトゥール・ウマハノフ、光岡映二、朴光哲が準決勝進出を決めた。

## 試合結果

### プレリミナリー・ファイト
第1試合 フェザー級 5分3R
○  駒津純二 vs.  山中剛 ×
1R 2:21 TKO（レフェリーストップ）
第2試合 ウェルター級 5分2R
○  高橋良明 vs.  井上誠午 ×
2R終了 判定2-0

### 本戦カード
第1試合 ミドル級 5分2R
△  佐藤豪則 vs.  久松勇二 △
2R終了 判定1-0
第2試合 ライト級 5分3R
△  星野勇二 vs.  キム・ジョンマン △
3R終了 判定1-1
第3試合 ライト級 5分3R
○  ドナルド・カウボーイ・セローン vs.  金原泰義 ×
2R 2:26 三角絞め
第4試合 ウェルター級 5分3R
○  菊地昭 vs.  ホン・ジュピョ ×
1R 3:06 TKO（レフェリーストップ：マウントパンチ）
第5試合 ライト級王座決定トーナメント 準々決勝 5分3R
○  鹿又智成 vs.  高橋渉 ×
3R終了 判定3-0
※鹿又が準決勝進出。
第6試合 ライト級王座決定トーナメント 準々決勝 5分3R
○  アルトゥール・ウマハノフ vs.  美木航 ×
3R終了 判定2-1
※ウマハノフが準決勝進出。
第7試合 ライト級王座決定トーナメント 準々決勝 5分3R
○  光岡映二 vs.  タクミ ×
1R 3:30 TKO（レフェリーストップ：パウンド）
※光岡が準決勝進出。
第8試合 ライト級王座決定トーナメント 準々決勝 5分3R
○  朴光哲 vs.  デイビッド・ガードナー ×
3R終了 判定3-0
※朴が準決勝進出。